# Груздєв Євген Петрович
Євген Петрович Груздєв (рос. Евгений Петрович Груздев; 2 квітня 1993, Борзя, Росія — 27 червня 2023, Запорізька область, Україна) — російський офіцер, старший лейтенант ЗС РФ. Герой Російської Федерації.

## Біографія
Син військовослужбовця. В 2011 році закінчив Омський кадетський корпус. Пройшов строкову службу в армії, після чого служив за контрактом в залізничній бригаді. В 2014 році вступив в Новосибірське вище військове командне училище за спеціальністю «застосування мотострілецьких підрозділів». Після закінчення училища в 2019 році призначений командиром мотострілецького взводу 70-го мотострілецького полку в Шалі. З 24 лютого 2022 року брав участь у вторгненні в Україну, командир мотострілецької роти свого полку. Був декілька разів поранений. Загинув у бою. Похований в Омську.

## Нагороди
- Медалі
- Орден Мужності — нагороджений тричі (жовтень 2022, травень 2023, червень 2023).
- Звання «Герой Російської Федерації» (23 вересня 2023, посмертно) — «за мужність і героїзм, проявлені під час виконання військового обов'язку.» 7 грудня медаль «Золота зірка» була вручена рідним Груздєва губернатором Омської області Віталієм Хоценко.

## Вшанування пам'яті
26 грудня 2023 року бюст Груздєва був встановлений на Алеї Героїв Новосибірського вищого військового командного училища.